# Jan-Baptist Rombauts
Jan-Baptist Luciaan Rombauts, né le 10 septembre 1867 à Iteghem et mort le 13 novembre 1949  à Herentals est homme politique belge flamand, membre du parti catholique.

## Biographie
Jan-Baptist Rombauts est docteur en médecine. Il est fondateur d'UNIZO à Herentals.
Il est élu conseiller communal de Herentals en 1895 et devient par la suite bourgmestre (1912-47) de la ville. Il est élu député à la Chambre (1919-46).

## Sources
- Bio sur ODIS